# Pagram

Rosengarten i Pagram na mapie Frankfurtu nad Odrą.

Pagram – dzielnica w zachodniej części Frankfurtu nad Odrą, 60 km od Spreewaldu, wcześnie osada, której początki datuje się na okres późnego średniowieczego.

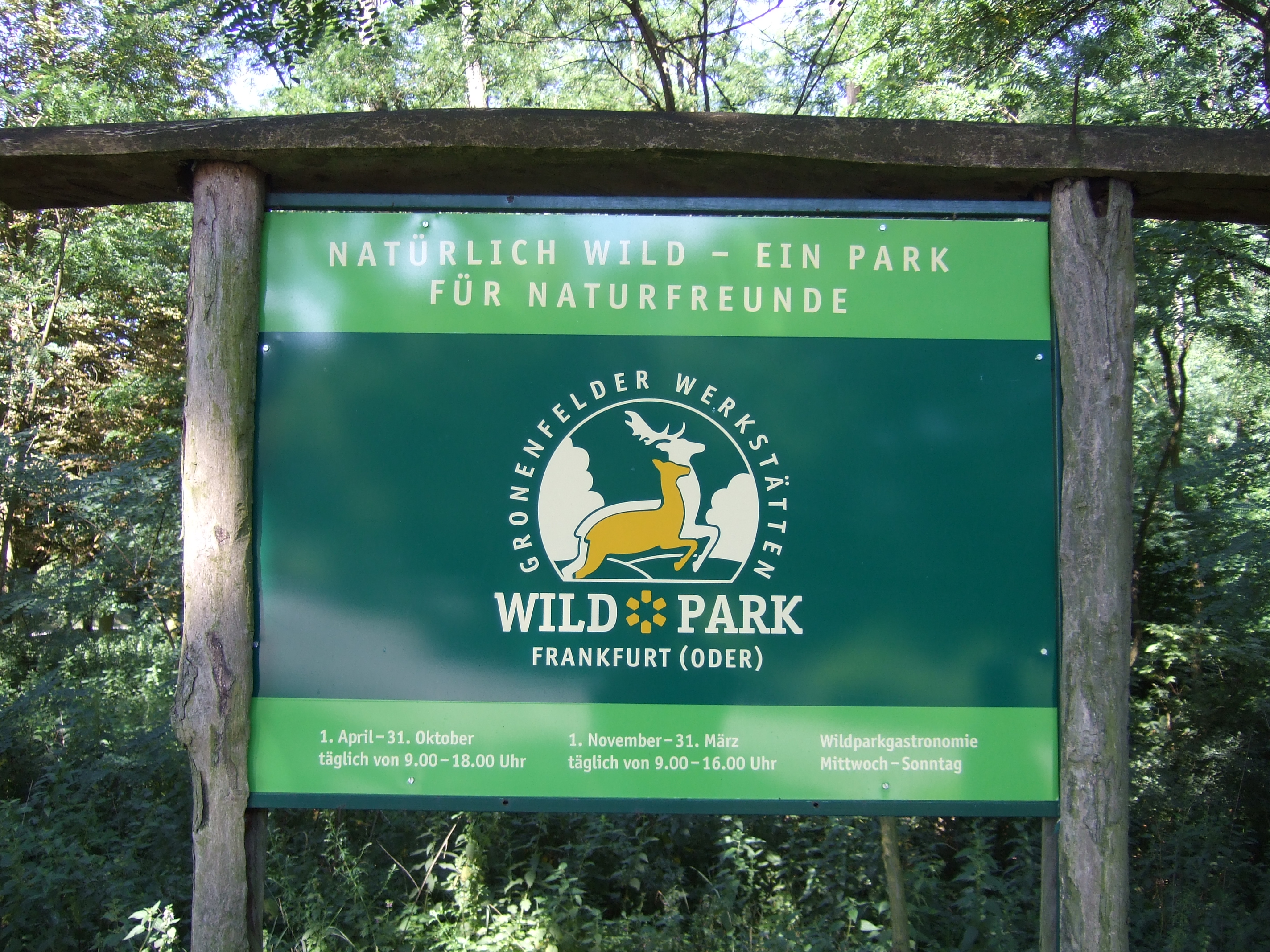
Tablica informacyjna Wildpark

Na jej terenie znajduje się m.in. rezerwat przyrody (zwierzyniec) Wildpark oraz plantacje owocowe, głównie plantacje jabłoni.
Badaniem tego miejsca od pewnego czasu zajmuje się Claudia Theune-Vogt, niemiecka archeolog i wykładowczyni Uniwersytetu w Wiedniu.